# Virginia Slims of Oklahoma 1990
Virginia Slims of Oklahoma 1990 — жіночий тенісний турнір, що проходив на закритих кортах з твердим покриттям The Greens Country Club в Оклахома-Сіті (США). Належав до турнірів 4-ї категорії в рамках Туру WTA 1990. Турнір відбувся вп'яте і тривав з 19 до 25 лютого 1990 року. Третя сіяна Емі Фрейзер здобула титул в одиночному розряді й отримала 27 тис. доларів США.

## Фінальна частина

### Одиночний розряд
Емі Фрейзер —  Манон Боллеграф 6–4, 6–2
- Для Фрейзер це був 1-й титул за рік і 2-й - за кар'єру.

### Парний розряд
Мері-Лу Деніелс /  Венді Вайт —  Манон Боллеграф /  Ліз Грегорі 7–5, 6–2